# Бочкарёва, Евгения Александровна
Евгения Александровна Бочкарёва (10 июня 1980, Пенза, СССР) — российская спортсменка, представляла художественную гимнастику в командных упражнениях. Бронзовый призёр летних Олимпийских игр 1996 в командных упражнениях. Заслуженный мастер спорта Российской Федерации по художественной гимнастике (1996). Награждена медалью ордена «За заслуги перед Отечеством» II степени.

## Биография
Евгения Бочкарёва является воспитанницей Пензенской областной специализированной детско-юношеской школы Олимпийского резерва по художественной гимнастике. В 1993 году на молодёжном Кубке Европы она завоевала серебряную и бронзовую медали. На чемпионате мира 1995 года Евгения стала бронзовым призёром, а в 1996 году получила серебряную и бронзовую медали. В 1996 году в составе сборной России по гимнастике под руководством Марины Васильевны Фатеевой Евгения Бочкарёва стала бронзовым призёром XXVI Олимпийских игр в Атланте в групповых упражнениях. В этом же году ей было присвоено звание заслуженного мастера спорта РФ. Окончила факультет физической культуры ПГПУ имени В. Г. Белинского в 2002 году.
В 2021 году, губернатором Пензенской области Олегом Мельниченко, назначена министром физической культуры и спорта Пензенской области.